# Helmut Dietl
Pour les articles homonymes, voir Dietl.
Helmut Dietl, né le 22 juin 1944 à Bad Wiessee et mort le 30 mars 2015 à Munich, est un réalisateur et scénariste allemand.
Parmi ses films les plus célèbres, se trouve Schtonk !, une satire sur l'affaire de la publication des Carnets d'Hitler, et la comédie Rossini.

## Biographie
Après avoir terminé ses études secondaires, Helmut Dietl suit des cours en histoire du théâtre et en histoire de l'art à l'université Louis-et-Maximilien de Munich. En 1974, il fait ses débuts de réalisateur à la télévision en dirigeant neuf épisodes de la série télévisée Münchner Geschichten, avant de réaliser des longs métrages, qui eurent peu de succès au début. Il rencontre le succès en 1992 avec le film Schtonk!, nommé pour l'Oscar et le Golden Globe dans la catégorie du meilleur film étranger. Il a confié le script de certaines de ses œuvres à Patrick Süskind.
En 1998, il était membre du jury au 48e Festival international du film de Berlin.
Helmut Dietl fut d'abord marié à l'actrice Barbara Valentin, puis à Tamara Duve, la fille d'un homme politique. Il est enterré au cimetière de Bogenhausen à Munich.

## Filmographie partielle

### Cinéma
- 1976 : Die Eroberung der Zitadelle (producteur)
- 1979 : Der Durchdreher
- 1992 : Schtonk !
- 1997 : Rossini – oder die mörderische Frage, wer mit wem schlief
- 1999 : Late Show
- 2005 : Vom Suchen und Finden der Liebe

### Télévision
- 1974 : Münchner Geschichten (série télévisée, neuf épisodes)
- 1975 : Eine Frau zieht ein (téléfilm)
- 1979 : Der ganz normale Wahnsinn (série télévisée, 12 épisodes)
- 1983 : Monaco Franze – Der ewige Stenz (série télévisée, 10 épisodes)
- 1986 : Kir Royal (de) (série télévisée, six épisodes)

## Récompenses et distinctions
- 1996 : Prix de Bavaria Film, meilleur réalisateur
- 2013 : Deutscher Filmpreis, pour l'ensemble de son œuvre
- 2014 : Bambi, pour l'ensemble de son œuvre